# Schefflera silvatica
Schefflera silvatica är en araliaväxtart som beskrevs av José Cuatrecasas. Schefflera silvatica ingår i släktet Schefflera och familjen araliaväxter.
Artens utbredningsområde är Colombia. Inga underarter finns listade.